# Nelsinho Baptista
Pour les articles homonymes, voir Baptista.
Nélson Baptista Júnior, dit Nelsinho Baptista, est un footballeur brésilien aujourd'hui reconverti entraîneur. Il est né le 22 juillet 1950 à Campinas.

## Carrière

### Carrière de joueur
Baptista a connu un passage notable au São Paulo FC à la fin des années 1970.

## Palmarès

### Palmarès en tant que joueur
- Vainqueur du Campeonato Paulista en 1975 avec São Paulo et en 1978 avec Santos

### Palmarès en tant qu'entraîneur
- Vainqueur du Torneio Mercosul en 1996 avec l'Internacional
- Champion du Brésil en 1990 avec le Corinthians
- Vainqueur de la Coupe du Brésil en 2008 avec le Sport Recife
- Champion du Japon en 1994 avec le Verdy Kawasaki

Kashiwa Reysol:
- Championnat du Japon de D2
  - Champion : 2010

- Championnat du Japon de football :
  - Champion : 2011

- Coupe du Japon:
  - Vainqueur : 2012

- Coupe de la Ligue japonaise
  - Vainqueur :2013

- Supercoupe du Japon
  - Vainqueur : 2012
  - Finaliste : 2013